# لا يونيون (السلفادور)
لا يونيون : هي بلدية في السلفادور، تقع في قسم لا يونيون، بلغ عدد سكانها 29,733 نسمة.

## أعلام
- زوليكا سولير
- إيرنيستو أوتشوا
- خوسيه نوي ميلجار
- فيكتور فيلاسكيز
- كريستيان خافيير باوتيستا